# Anisorrhina conradsi
Anisorrhina conradsi är en skalbaggsart som beskrevs av Schauer 1935. Anisorrhina conradsi ingår i släktet Anisorrhina och familjen Cetoniidae. Inga underarter finns listade i Catalogue of Life.